# 24 Horas de Le Mans de 2016

Traçado do Circuito de la Sarthe em 2016

As 24 Horas de Le Mans de 2016 (em francês: 84e 24 Heures du Mans) foi um evento de resistência automóvel realizada de 15 a 19 de junho de 2016 no Circuito de la Sarthe, Le Mans, França. Foi a 84ª corrida da corrida de 24 horas organizada pelo Automobile Club de l'Ouest, bem como a terceira etapa do Campeonato FIA World Endurance de 2016. Um dia de teste foi realizado duas semanas antes da corrida em 5 de junho.  O carro número 5, classe LMP1,da da equipe Toyota Gazoo Racing liderava as 24 Horas de Le Mans com tranquilidade e tinha o triunfo praticamente garantido, mas quebrou a cinco minutos do fim e viu o lugar mais alto do pódio cair no colo do trio da Porsche formado por Marc Lieb, Romain Dumas e Neel Jani.

## Qualificação
Pole positions provisorias estão marcadas em negrito. A volta mais rápida de cada equipe está assinalada com o fundo a cinza.
| Pos. | Classe    | No. | Time                       | Qualificação 1 | Qualificação 2 | Qualificação 3 | Gap     | Grid |
| ---- | --------- | --- | -------------------------- | -------------- | -------------- | -------------- | ------- | ---- |
| 1    | LMP1      | 2   | Porsche Team               | 3:19.733       | 3:25.511       | 3:54.164       |         | 1    |
| 2    | LMP1      | 1   | Porsche Team               | 3:20.203       | 3:23.307       | 3:58.828       | +0.470  | 2    |
| 3    | LMP1      | 6   | Toyota Gazoo Racing        | 3:20.737       | 3:25.899       | 3:50.934       | +1.004  | 3    |
| 4    | LMP1      | 5   | Toyota Gazoo Racing        | 3:21.903       | 3:24.399       | 3:51.693       | +2.170  | 4    |
| 5    | LMP1      | 7   | Audi Sport Team Joest      | 3:22.780       | 3:45.468       | 3:51.632       | +3.047  | 5    |
| 6    | LMP1      | 8   | Audi Sport Team Joest      | 3:22.823       | 3:26.680       | 3:57.475       | +3.090  | 6    |
| 7    | LMP1      | 13  | Rebellion Racing           | 3:26.586       | 3:30.010       | sem tempo      | +6.853  | 7    |
| 8    | LMP1      | 12  | Rebellion Racing           | 3:27.348       | 3:27.573       | sem tempo      | +7.615  | 8    |
| 9    | LMP1      | 4   | ByKolles Racing Team       | sem tempo      | 3:34.168       | 4:16.377       | +14.435 | 54   |
| 10   | LMP2      | 26  | G-Drive Racing             | 3:36.605       | 4:04.887       | 4:22.328       | +16.872 | 9    |
| 11   | LMP2      | 35  | Baxi DC Racing Alpine      | 3:37.175       | 3:39.559       | sem tempo      | +17.442 | 10   |
| 12   | LMP2      | 36  | Signatech Alpine           | 3:37.225       | 3:40.895       | 4:22.855       | +17.492 | 11   |
| 13   | LMP2      | 44  | Manor                      | 3:38.037       | sem tempo      | 4:11.686       | +18.304 | 12   |
| 14   | LMP2      | 49  | Michael Shank Racing       | 3:38.837       | 3:51.759       | 4:12.280       | +19.104 | 13   |
| 15   | LMP2      | 31  | Extreme Speed Motorsports  | 3:39.366       | 3:40.436       | sem tempo      | +19.633 | 14   |
| 16   | LMP2      | 46  | Thiriet by TDS Racing      | 3:39.375       | 3:40.611       | 4:16.988       | +19.642 | 15   |
| 17   | LMP2      | 42  | Strakka Racing             | 3:39.394       | 3:44.142       | 4:38.254       | +19.661 | 16   |
| 18   | LMP2      | 47  | KCMG                       | 3:39.436       | 3:39.562       | 4:20.181       | +19.703 | 17   |
| 19   | LMP2      | 23  | Panis-Barthez Compétition  | 3:39.470       | 3:45.018       | sem tempo      | +19.737 | 18   |
| 20   | LMP2      | 33  | Eurasia Motorsport         | 3:40.631       | 4:14.491       | 4:25.627       | +20.898 | 19   |
| 21   | LMP2      | 38  | G-Drive Racing             | 3:40.685       | 4:01.981       | sem tempo      | +20.952 | 20   |
| 22   | LMP2      | 43  | RGR Sport by Morand        | 3:40.899       | 3:44.198       | sem tempo      | +21.166 | 21   |
| 23   | LMP2      | 27  | SMP Racing                 | 3:41.132       | 3:41.457       | sem tempo      | +21.399 | 55   |
| 24   | LMP2      | 28  | Pegasus Racing             | 3:42.049       | 3:41.285       | sem tempo      | +21.552 | 56   |
| 25   | LMP2      | 30  | Extreme Speed Motorsports  | 3:41.406       | 4:14.456       | sem tempo      | +21.673 | 57   |
| 26   | LMP2      | 37  | SMP Racing                 | 3:42.147       | 3:41.776       | 4:14.389       | +22.043 | 22   |
| 27   | LMP2      | 25  | Algarve Pro Racing         | 3:44.185       | 3:42.088       | 4:25.507       | +22.355 | 23   |
| 28   | LMP2      | 41  | Greaves Motorsport         | 3:43.915       | 3:42.570       | 4:20.041       | +22.837 | 24   |
| 29   | LMP2      | 48  | Murphy Prototypes          | 3:43.508       | 3:45.067       | sem tempo      | +23.775 | 25   |
| 30   | LMP2      | 34  | Race Performance           | 3:43.590       | 3:45.711       | 4:30.900       | +23.857 | 26   |
| 31   | LMP2      | 22  | SO24! by Lombard Racing    | 3:48.585       | 3:44.347       | 4:29.210       | +24.614 | 58   |
| 32   |           | 84  | SRT41 by OAK Racing        | 3:45.178       | 4:01.607       | sem tempo      | +25.445 | 27   |
| 33   | LMP2      | 40  | Krohn Racing               | 3:45.213       | 3:45.978       | 4:28.397       | +25.480 | 59}} |
| 34   | LMGTE Pro | 68  | Ford Chip Ganassi Team USA | 3:51.185       | 3:53.672       | 4:24.174       | +31.452 | 28   |
| 35   | LMGTE Pro | 69  | Ford Chip Ganassi Team USA | 3:51.497       | 3:53.603       | sem tempo      | +31.764 | 29   |
| 36   | LMGTE Pro | 51  | AF Corse                   | 3:51.568       | 3:53.218       | sem tempo      | +31.835 | 30   |
| 37   | LMGTE Pro | 67  | Ford Chip Ganassi Team UK  | 3:51.590       | 3:55.750       | 4:43.500       | +31.857 | 31   |
| 38   | LMGTE Pro | 66  | Ford Chip Ganassi Team UK  | 3:52.038       | 3:58.358       | sem tempo      | +32.305 | 32   |
| 39   | LMGTE Pro | 71  | AF Corse                   | 3:52.508       | 3:55.066       | sem tempo      | +32.775 | 33   |
| 40   | LMGTE Pro | 82  | Risi Competizione          | 3:53.176       | 3:55.032       | 4:20.044       | +33.443 | 34   |
| 41   | LMGTE Pro | 92  | Porsche Motorsport         | 3:54.918       | 3:57.128       | 4:22.135       | +35.185 | 35   |
| 42   | LMGTE Pro | 95  | Aston Martin Racing        | 3:55.261       | sem tempo      | 4:34.298       | +35.528 | 36   |
| 43   | LMGTE Pro | 91  | Porsche Motorsport         | 3:55.332       | 3:56.792       | sem tempo      | +35.599 | 37   |
| 44   | LMGTE Pro | 97  | Aston Martin Racing        | 3:55.380       | sem tempo      | 4:40.166       | +35.647 | 38   |
| 45   | LMGTE Pro | 77  | Dempsey-Proton Racing      | 3:55.426       | 3:57.082       | sem tempo      | +35.693 | 39   |
| 46   | LMGTE Pro | 64  | Corvette Racing - GM       | 3:55.848       | 3:58.493       | 4:23.080       | +36.115 | 40   |
| 47   | LMGTE Am  | 61  | Clearwater Racing          | 3:56.827       | 4:06.801       | sem tempo      | +37.094 | 41   |
| 48   | LMGTE Am  | 98  | Aston Martin Racing        | 3:57.198       | sem tempo      | 4:44.651       | +37.465 | 42   |
| 49   | LMGTE Am  | 88  | Abu Dhabi-Proton Racing    | 3:59.861       | 3:57.513       | 4:33.443       | +37.780 | 43   |
| 50   | LMGTE Am  | 55  | AF Corse                   | 3:57.596       | 3:59.469       | 4:36.723       | +37.863 | 44   |
| 51   | LMGTE Am  | 83  | AF Corse                   | 3:57.742       | 4:03.676       | sem tempo      | +38.009 | 45   |
| 52   | LMGTE Pro | 63  | Corvette Racing - GM       | 3:57.967       | 3:59.268       | sem tempo      | +38.234 | 60   |
| 53   | LMGTE Am  | 50  | Larbre Compétition         | 3:58.018       | 4:27.530       | 4:32.498       | +38.285 | 46   |
| 54   | LMGTE Am  | 60  | Formula Racing             | 3:58.760       | 4:03.851       | 4:25.994       | +39.027 | 47   |
| 55   | LMGTE Am  | 78  | KCMG                       | 3:59.245       | 3:59.034       | sem tempo      | +39.301 | 48   |
| 56   | LMGTE Am  | 62  | Scuderia Corsa             | 4:00.008       | 4:05.643       | sem tempo      | +40.275 | 49   |
| 57   | LMGTE Am  | 89  | Proton Competition         | 4:01.215       | 4:00.107       | sem tempo      | +40.374 | 50   |
| 58   | LMGTE Am  | 86  | Gulf Racing                | 4:01.046       | 4:09.283       | 4:24.017       | +41.313 | 51   |
| 59   | LMGTE Am  | 57  | Team AAI                   | 4:02.326       | 4:05.822       | 4:33.533       | +42.593 | 52   |
| 60   | LMGTE Am  | 99  | Aston Martin Racing        | 4:03.148       | sem tempo      | 5:12.788       | +43.415 | 53   |

## Resultados da corrida

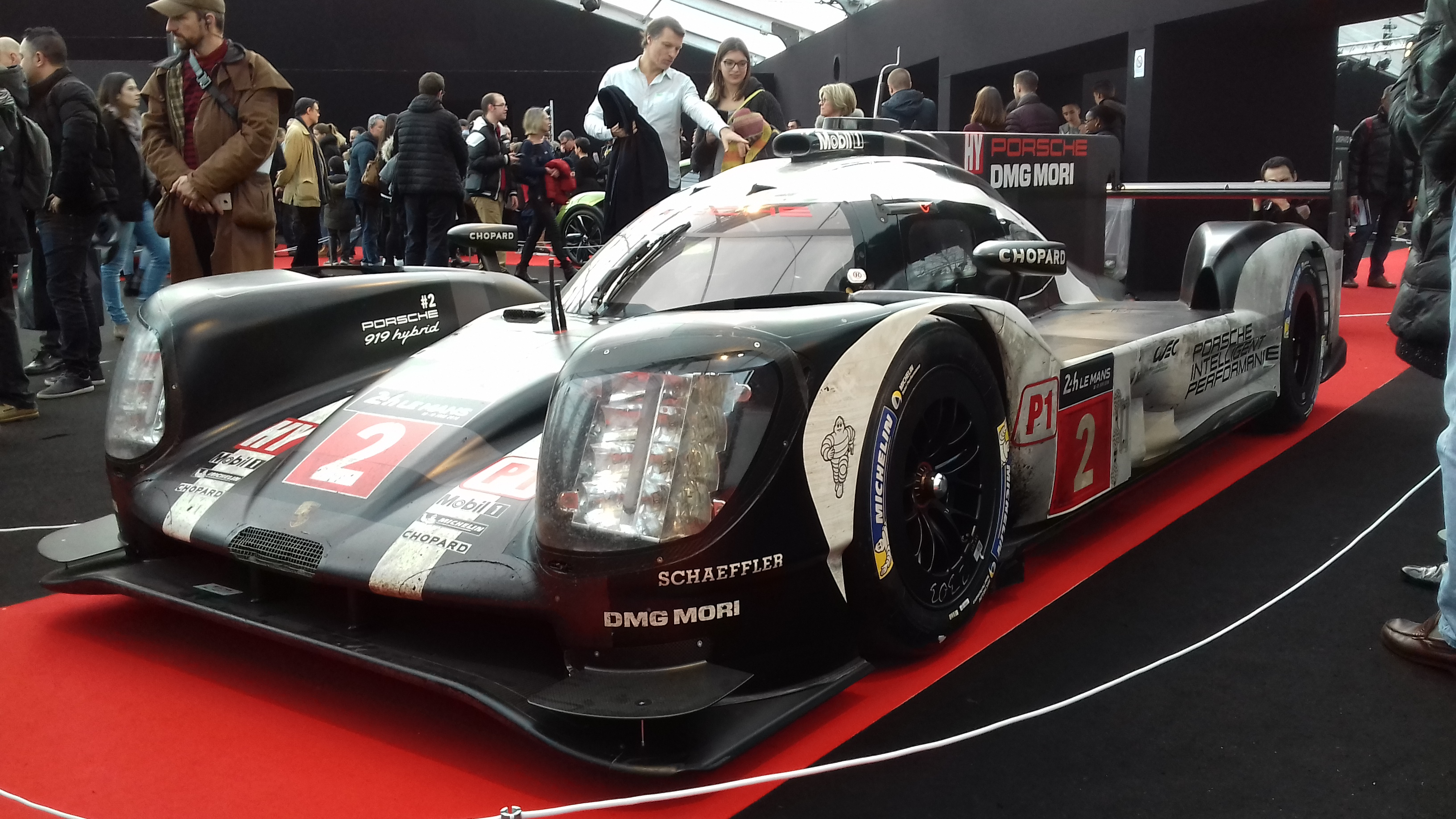
1. 2 Porsche 919 Hybrid

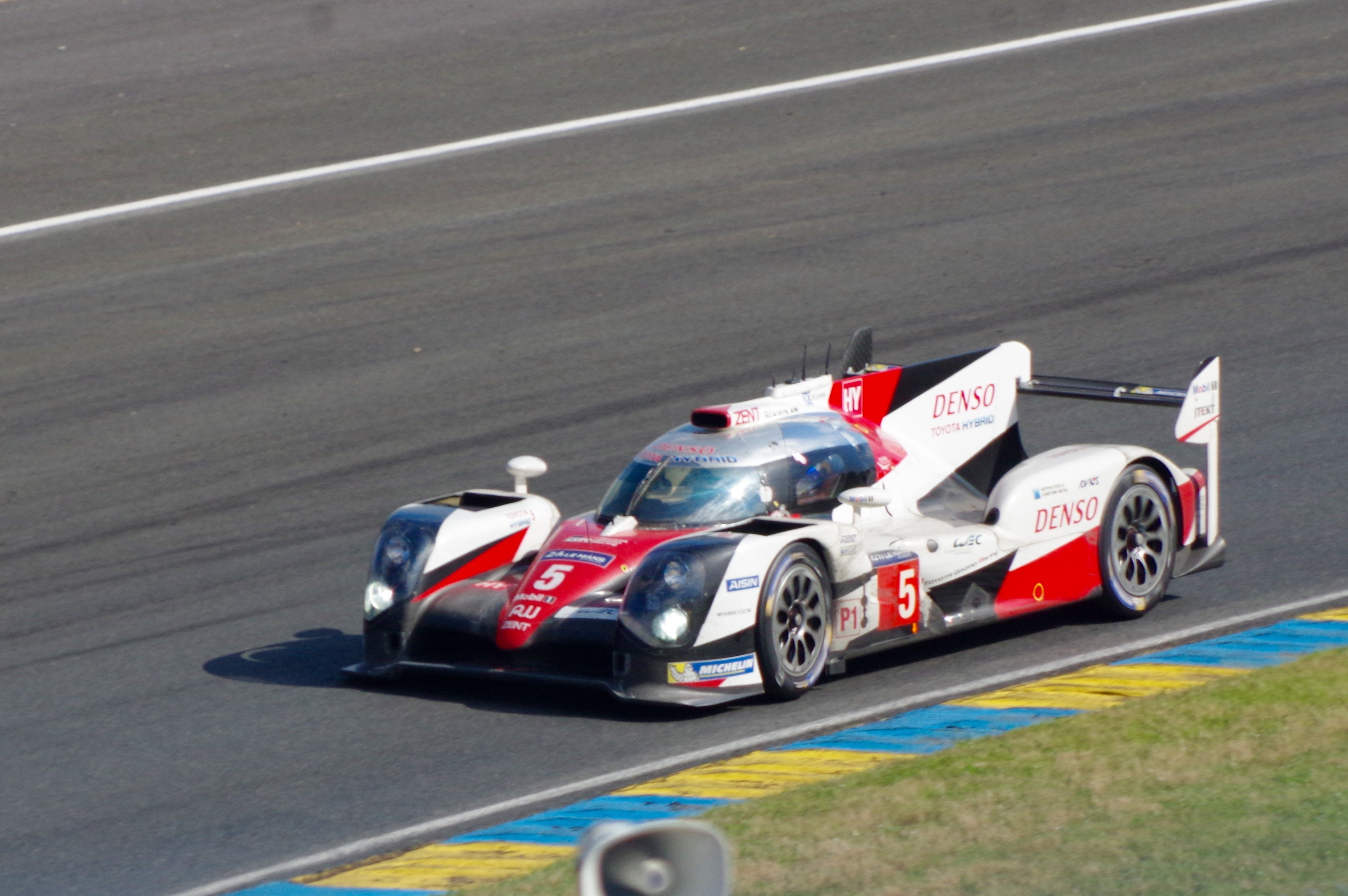
1. 5 Toyota TS050 Hybrid

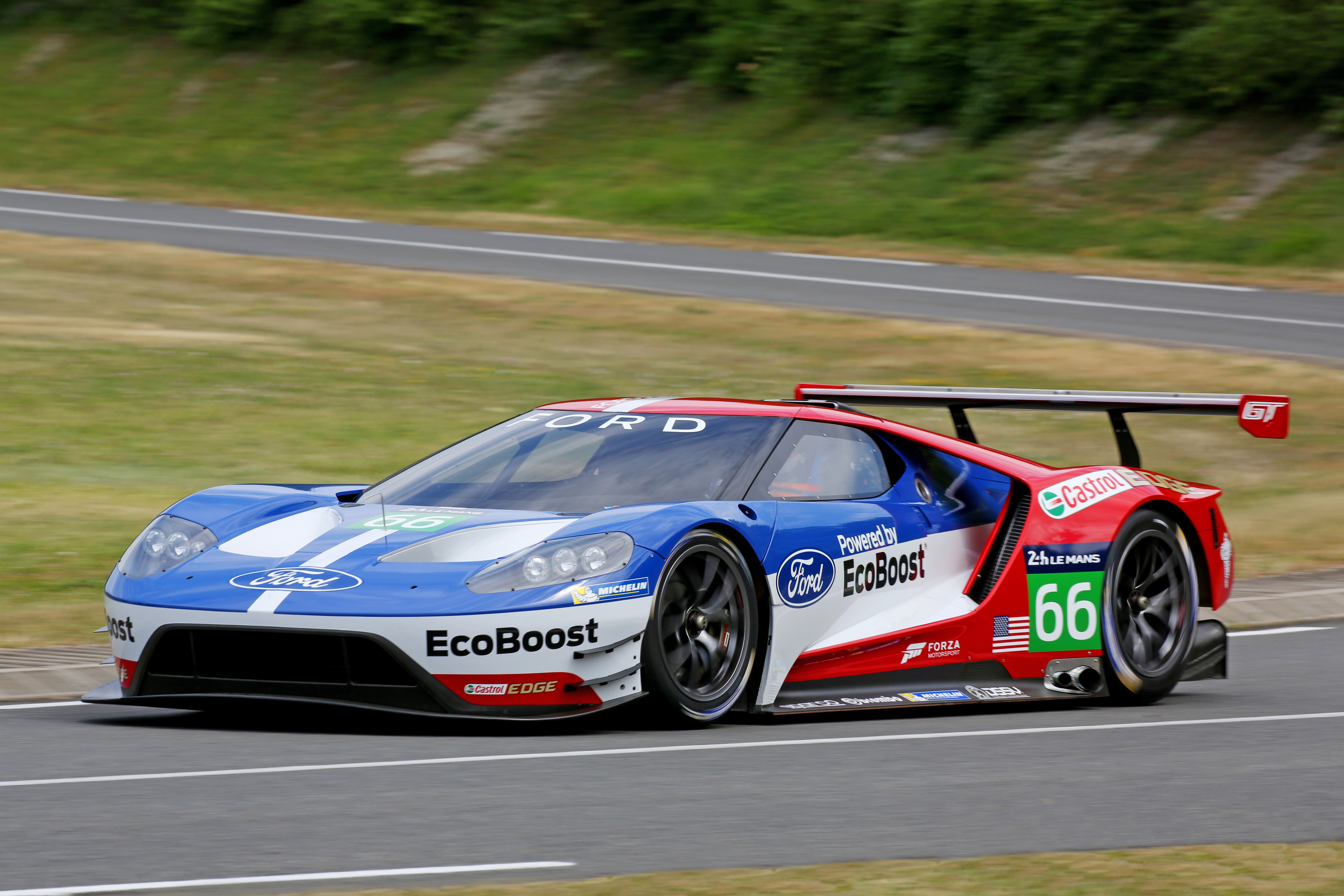
Ford GT #66 Chip Ganassi Team UK

Os vencedores de cada categoria estão marcados em negrito.
| Pos. | Classe                 | No. | Time                           | Pilotos                                                 | Chassis                        | Pneus | Voltas |
| Pos. | Classe                 | No. | Time                           | Pilotos                                                 | Motor                          | Pneus | Voltas |
| ---- | ---------------------- | --- | ------------------------------ | ------------------------------------------------------- | ------------------------------ | ----- | ------ |
| 1    | LMP1                   | 2   | Porsche Team                   | Marc Lieb Romain Dumas Neel Jani                        | Porsche 919 Hybrid             | M     | 384    |
| 1    | LMP1                   | 2   | Porsche Team                   | Marc Lieb Romain Dumas Neel Jani                        | Porsche 2.0 L Turbo V4         | M     | 384    |
| 2    | LMP1                   | 6   | Toyota Gazoo Racing            | Stéphane Sarrazin Mike Conway Kamui Kobayashi           | Toyota TS050 Hybrid            | M     | 381    |
| 2    | LMP1                   | 6   | Toyota Gazoo Racing            | Stéphane Sarrazin Mike Conway Kamui Kobayashi           | Toyota 2.4 L Turbo V6          | M     | 381    |
| 3    | LMP1                   | 8   | Audi Sport Team Joest          | Loïc Duval Lucas di Grassi Oliver Jarvis                | Audi R18                       | M     | 372    |
| 3    | LMP1                   | 8   | Audi Sport Team Joest          | Loïc Duval Lucas di Grassi Oliver Jarvis                | Audi TDI 4.0 L Turbo Diesel V6 | M     | 372    |
| 4    | LMP1                   | 7   | Audi Sport Team Joest          | André Lotterer Marcel Fässler Benoît Tréluyer           | Audi R18                       | M     | 367    |
| 4    | LMP1                   | 7   | Audi Sport Team Joest          | André Lotterer Marcel Fässler Benoît Tréluyer           | Audi TDI 4.0 L Turbo Diesel V6 | M     | 367    |
| 5    | LMP2                   | 36  | Signatech Alpine               | Nicolas Lapierre Gustavo Menezes Stéphane Richelmi      | Alpine A460                    | D     | 357    |
| 5    | LMP2                   | 36  | Signatech Alpine               | Nicolas Lapierre Gustavo Menezes Stéphane Richelmi      | Nissan VK45DE 4.5 L V8         | D     | 357    |
| 6    | LMP2                   | 26  | G-Drive Racing                 | Roman Rusinov Will Stevens René Rast                    | Oreca 05                       | D     | 357    |
| 6    | LMP2                   | 26  | G-Drive Racing                 | Roman Rusinov Will Stevens René Rast                    | Nissan VK45DE 4.5 L V8         | D     | 357    |
| 7    | LMP2                   | 37  | SMP Racing                     | Vitaly Petrov Viktor Shaytar Kirill Ladygin             | BR Engineering BR01            | D     | 353    |
| 7    | LMP2                   | 37  | SMP Racing                     | Vitaly Petrov Viktor Shaytar Kirill Ladygin             | Nissan VK45DE 4.5 L V8         | D     | 353    |
| 8    | LMP2                   | 42  | Strakka Racing                 | Nick Leventis Jonny Kane Danny Watts                    | Gibson 015S                    | D     | 351    |
| 8    | LMP2                   | 42  | Strakka Racing                 | Nick Leventis Jonny Kane Danny Watts                    | Nissan VK45DE 4.5 L V8         | D     | 351    |
| 9    | LMP2                   | 33  | Eurasia Motorsport             | Pu Jun Jin Tristan Gommendy Nick de Bruijn              | Oreca 05                       | D     | 348    |
| 9    | LMP2                   | 33  | Eurasia Motorsport             | Pu Jun Jin Tristan Gommendy Nick de Bruijn              | Nissan VK45DE 4.5 L V8         | D     | 348    |
| 10   | LMP2                   | 41  | Greaves Motorsport             | Memo Rojas Julien Canal Nathanaël Berthon               | Ligier JS P2                   | D     | 348    |
| 10   | LMP2                   | 41  | Greaves Motorsport             | Memo Rojas Julien Canal Nathanaël Berthon               | Nissan VK45DE 4.5 L V8         | D     | 348    |
| 11   | LMP2                   | 27  | SMP Racing                     | Nicolas Minassian Maurizio Mediani Mikhail Aleshin      | BR Engineering BR01            | D     | 347    |
| 11   | LMP2                   | 27  | SMP Racing                     | Nicolas Minassian Maurizio Mediani Mikhail Aleshin      | Nissan VK45DE 4.5 L V8         | D     | 347    |
| 12   | LMP2                   | 23  | Panis-Barthez Compétition      | Fabien Barthez Timothé Buret Paul-Loup Chatin           | Ligier JS P2                   | M     | 347    |
| 12   | LMP2                   | 23  | Panis-Barthez Compétition      | Fabien Barthez Timothé Buret Paul-Loup Chatin           | Nissan VK45DE 4.5 L V8         | M     | 347    |
| 13   | LMP1                   | 1   | Porsche Team                   | Timo Bernhard Brendon Hartley Mark Webber               | Porsche 919 Hybrid             | M     | 346    |
| 13   | LMP1                   | 1   | Porsche Team                   | Timo Bernhard Brendon Hartley Mark Webber               | Porsche 2.0 L Turbo V4         | M     | 346    |
| 14   | LMP2                   | 49  | Michael Shank Racing           | John Pew Oswaldo Negri Jr. Laurens Vanthoor             | Ligier JS P2                   | D     | 345    |
| 14   | LMP2                   | 49  | Michael Shank Racing           | John Pew Oswaldo Negri Jr. Laurens Vanthoor             | Honda HR28TT 2.8 L Turbo V6    | D     | 345    |
| 15   | LMP2                   | 43  | RGR Sport by Morand            | Ricardo González Filipe Albuquerque Bruno Senna         | Ligier JS P2                   | D     | 344    |
| 15   | LMP2                   | 43  | RGR Sport by Morand            | Ricardo González Filipe Albuquerque Bruno Senna         | Nissan VK45DE 4.5 L V8         | D     | 344    |
| 16   | LMP2                   | 30  | Extreme Speed Motorsports      | Scott Sharp Ed Brown Johannes van Overbeek              | Ligier JS P2                   | D     | 341    |
| 16   | LMP2                   | 30  | Extreme Speed Motorsports      | Scott Sharp Ed Brown Johannes van Overbeek              | Nissan VK45DE 4.5 L V8         | D     | 341    |
| 17   | LMP2                   | 25  | Algarve Pro Racing             | Michael Munemann Chris Hoy Andrea Pizzitola             | Ligier JS P2                   | D     | 341    |
| 17   | LMP2                   | 25  | Algarve Pro Racing             | Michael Munemann Chris Hoy Andrea Pizzitola             | Nissan VK45DE 4.5 L V8         | D     | 341    |
| 18   | LMGTE Pro              | 68  | Ford Chip Ganassi Team USA     | Joey Hand Dirk Müller Sébastien Bourdais                | Ford GT                        | M     | 340    |
| 18   | LMGTE Pro              | 68  | Ford Chip Ganassi Team USA     | Joey Hand Dirk Müller Sébastien Bourdais                | Ford EcoBoost 3.5 L Turbo V6   | M     | 340    |
| 19   | LMGTE Pro              | 82  | Risi Competizione              | Giancarlo Fisichella Matteo Malucelli Toni Vilander     | Ferrari 488 GTE                | M     | 340    |
| 19   | LMGTE Pro              | 82  | Risi Competizione              | Giancarlo Fisichella Matteo Malucelli Toni Vilander     | Ferrari F154CB 3.9 L Turbo V8  | M     | 340    |
| 20   | LMGTE Pro              | 69  | Ford Chip Ganassi Team USA     | Ryan Briscoe Richard Westbrook Scott Dixon              | Ford GT                        | M     | 340    |
| 20   | LMGTE Pro              | 69  | Ford Chip Ganassi Team USA     | Ryan Briscoe Richard Westbrook Scott Dixon              | Ford EcoBoost 3.5 L Turbo V6   | M     | 340    |
| 21   | LMGTE Pro              | 66  | Ford Chip Ganassi Team UK      | Olivier Pla Stefan Mücke Billy Johnson                  | Ford GT                        | M     | 339    |
| 21   | LMGTE Pro              | 66  | Ford Chip Ganassi Team UK      | Olivier Pla Stefan Mücke Billy Johnson                  | Ford EcoBoost 3.5 L Turbo V6   | M     | 339    |
| 22   | LMP2                   | 40  | Krohn Racing                   | Tracy Krohn Niclas Jönsson João Barbosa                 | Ligier JS P2                   | M     | 338    |
| 22   | LMP2                   | 40  | Krohn Racing                   | Tracy Krohn Niclas Jönsson João Barbosa                 | Nissan VK45DE 4.5 L V8         | M     | 338    |
| 23   | LMGTE Pro              | 95  | Aston Martin Racing            | Nicki Thiim Marco Sørensen Darren Turner                | Aston Martin V8 Vantage GTE    | D     | 338    |
| 23   | LMGTE Pro              | 95  | Aston Martin Racing            | Nicki Thiim Marco Sørensen Darren Turner                | Aston Martin 4.5 L V8          | D     | 338    |
| 24   | LMGTE Pro              | 97  | Aston Martin Racing            | Fernando Rees Jonathan Adam Richie Stanaway             | Aston Martin V8 Vantage GTE    | D     | 337    |
| 24   | LMGTE Pro              | 97  | Aston Martin Racing            | Fernando Rees Jonathan Adam Richie Stanaway             | Aston Martin 4.5 L V8          | D     | 337    |
| 25   | LMGTE Pro              | 63  | Corvette Racing - GM           | Jan Magnussen Antonio García Ricky Taylor               | Chevrolet Corvette C7.R        | M     | 336    |
| 25   | LMGTE Pro              | 63  | Corvette Racing - GM           | Jan Magnussen Antonio García Ricky Taylor               | Chevrolet LT5.5 5.5 L V8       | M     | 336    |
| 26   | LMGTE Am               | 62  | Scuderia Corsa                 | Bill Sweedler Townsend Bell Jeff Segal                  | Ferrari 458 Italia GT2         | M     | 331    |
| 26   | LMGTE Am               | 62  | Scuderia Corsa                 | Bill Sweedler Townsend Bell Jeff Segal                  | Ferrari F136GT 4.5 L V8        | M     | 331    |
| 27   | LMGTE Am               | 83  | AF Corse                       | François Perrodo Emmanuel Collard Rui Águas             | Ferrari 458 Italia GT2         | M     | 331    |
| 27   | LMGTE Am               | 83  | AF Corse                       | François Perrodo Emmanuel Collard Rui Águas             | Ferrari F136GT 4.5 L V8        | M     | 331    |
| 28   | LMGTE Am               | 88  | Abu Dhabi-Proton Racing        | Khalid Al Qubaisi Patrick Long David Heinemeier Hansson | Porsche 911 RSR                | M     | 330    |
| 28   | LMGTE Am               | 88  | Abu Dhabi-Proton Racing        | Khalid Al Qubaisi Patrick Long David Heinemeier Hansson | Porsche 4.0 L Flat-6           | M     | 330    |
| 29   | LMP1                   | 12  | Rebellion Racing               | Nicolas Prost Nick Heidfeld Nelson Piquet Jr.           | Rebellion R-One                | D     | 330    |
| 29   | LMP1                   | 12  | Rebellion Racing               | Nicolas Prost Nick Heidfeld Nelson Piquet Jr.           | AER P60 2.4 L Turbo V6         | D     | 330    |
| 30   | LMGTE Am               | 61  | Clearwater Racing              | Weng Sun Mok Robert Bell Keita Sawa                     | Ferrari 458 Italia GT2         | M     | 329    |
| 30   | LMGTE Am               | 61  | Clearwater Racing              | Weng Sun Mok Robert Bell Keita Sawa                     | Ferrari F136GT 4.5 L V8        | M     | 329    |
| 31   | LMGTE Pro              | 77  | Alemanha Dempsey-Proton Racing | Richard Lietz Philipp Eng Michael Christensen           | Porsche 911 RSR                | M     | 329    |
| 31   | LMGTE Pro              | 77  | Alemanha Dempsey-Proton Racing | Richard Lietz Philipp Eng Michael Christensen           | Porsche 4.0 L Flat-6           | M     | 329    |
| 32   | LMP2                   | 22  | SO24! by Lombard Racing        | Vincent Capillaire Erik Maris Jonathan Coleman          | Ligier JS P2                   | D     | 328    |
| 32   | LMP2                   | 22  | SO24! by Lombard Racing        | Vincent Capillaire Erik Maris Jonathan Coleman          | Judd HK 3.6 L V8               | D     | 328    |
| 33   | LMGTE Am               | 86  | Gulf Racing                    | Mike Wainwright Adam Carroll Ben Barker                 | Porsche 911 RSR                | M     | 328    |
| 33   | LMGTE Am               | 86  | Gulf Racing                    | Mike Wainwright Adam Carroll Ben Barker                 | Porsche 4.0 L Flat-6           | M     | 328    |
| 34   | LMP2                   | 48  | Murphy Prototypes              | Ben Keating Marc Goossens Jeroen Bleekemolen            | Oreca 03R                      | D     | 323    |
| 34   | LMP2                   | 48  | Murphy Prototypes              | Ben Keating Marc Goossens Jeroen Bleekemolen            | Nissan VK45DE 4.5 L V8         | D     | 323    |
| 35   | LMGTE Am               | 60  | Formula Racing                 | Johnny Laursen Christina Nielsen Mikkel Mac             | Ferrari 458 Italia GT2         | M     | 319    |
| 35   | LMGTE Am               | 60  | Formula Racing                 | Johnny Laursen Christina Nielsen Mikkel Mac             | Ferrari F136GT 4.5 L V8        | M     | 319    |
| 36   | LMGTE Am               | 99  | Aston Martin Racing            | Andrew Howard Liam Griffin Gary Hirsch                  | Aston Martin V8 Vantage GTE    | D     | 318    |
| 36   | LMGTE Am               | 99  | Aston Martin Racing            | Andrew Howard Liam Griffin Gary Hirsch                  | Aston Martin 4.5 L V8          | D     | 318    |
| 37   | LMGTE Am               | 50  | Larbre Compétition             | Yutaka Yamagishi Pierre Ragues Jean-Philippe Belloc     | Chevrolet Corvette C7.R        | M     | 316    |
| 37   | LMGTE Am               | 50  | Larbre Compétition             | Yutaka Yamagishi Pierre Ragues Jean-Philippe Belloc     | Chevrolet LT5.5 5.5 L V8       | M     | 316    |
| 38   |                        | 84  | SRT41 by OAK Racing            | Fréderic Sausset Christophe Tinseau Jean-Bernard Bouvet | Morgan LMP2                    | M     | 315    |
| 38   | Nissan VK45DE 4.5 L V8 | 84  | SRT41 by OAK Racing            | Fréderic Sausset Christophe Tinseau Jean-Bernard Bouvet |                                | M     | 315    |
| 39   | LMGTE Am               | 57  | Team AAI                       | Johnny O'Connell Mark Patterson Oliver Bryant           | Chevrolet Corvette C7.R        | M     | 306    |
| 39   | LMGTE Am               | 57  | Team AAI                       | Johnny O'Connell Mark Patterson Oliver Bryant           | Chevrolet LT5.5 5.5 L V8       | M     | 306    |
| 40   | LMGTE Pro              | 67  | Ford Chip Ganassi Team UK      | Andy Priaulx Marino Franchitti Harry Tincknell          | Ford GT                        | M     | 306    |
| 40   | LMGTE Pro              | 67  | Ford Chip Ganassi Team UK      | Andy Priaulx Marino Franchitti Harry Tincknell          | Ford EcoBoost 3.5 L Turbo V6   | M     | 306    |
| 41   | LMGTE Am               | 78  | KCMG                           | Christian Ried Wolf Henzler Joël Camathias              | Porsche 911 RSR                | M     | 300    |
| 41   | LMGTE Am               | 78  | KCMG                           | Christian Ried Wolf Henzler Joël Camathias              | Porsche 4.0 L Flat-6           | M     | 300    |
| 42   | LMP2                   | 31  | Extreme Speed Motorsports      | Ryan Dalziel Chris Cumming Pipo Derani                  | Ligier JS P2                   | D     | 297    |
| 42   | LMP2                   | 31  | Extreme Speed Motorsports      | Ryan Dalziel Chris Cumming Pipo Derani                  | Nissan VK45DE 4.5 L V8         | D     | 297    |
| 43   | LMGTE Am               | 55  | AF Corse                       | Duncan Cameron Aaron Scott Matt Griffin                 | Ferrari 458 Italia GT2         | M     | 289    |
| 43   | LMGTE Am               | 55  | AF Corse                       | Duncan Cameron Aaron Scott Matt Griffin                 | Ferrari F136GT 4.5 L V8        | M     | 289    |
| 44   | LMP2                   | 34  | Race Performance               | Nicolas Leutwiler James Winslow Shinji Nakano           | Oreca 03R                      | D     | 289    |
| 44   | LMP2                   | 34  | Race Performance               | Nicolas Leutwiler James Winslow Shinji Nakano           | Judd HK 3.6 L V8               | D     | 289    |
| NC   | LMP1                   | 5   | Toyota Gazoo Racing            | Anthony Davidson Sébastien Buemi Kazuki Nakajima        | Toyota TS050 Hybrid            | M     | 384    |
| NC   | LMP1                   | 5   | Toyota Gazoo Racing            | Anthony Davidson Sébastien Buemi Kazuki Nakajima        | Toyota 2.4 L Turbo V6          | M     | 384    |
| NC   | LMP2                   | 28  | Pegasus Racing                 | Inès Taittinger Léo Roussel Rémy Striebig               | Morgan LMP2                    | M     | 292    |
| NC   | LMP2                   | 28  | Pegasus Racing                 | Inès Taittinger Léo Roussel Rémy Striebig               | Nissan VK45DE 4.5 L V8         | M     | 292    |
| NC   | LMGTE Am               | 98  | Aston Martin Racing            | Paul Dalla Lana Pedro Lamy Mathias Lauda                | Aston Martin V8 Vantage GTE    | D     | 281    |
| NC   | LMGTE Am               | 98  | Aston Martin Racing            | Paul Dalla Lana Pedro Lamy Mathias Lauda                | Aston Martin 4.5 L V8          | D     | 281    |
| NC   | LMP2                   | 38  | G-Drive Racing                 | Simon Dolan Jake Dennis Giedo van der Garde             | Gibson 015S                    | D     | 222    |
| NC   | LMP2                   | 38  | G-Drive Racing                 | Simon Dolan Jake Dennis Giedo van der Garde             | Nissan VK45DE 4.5 L V8         | D     | 222    |
| NC   | LMP1                   | 13  | Rebellion Racing               | Dominik Kraihamer Alexandre Imperatori Mathéo Tuscher   | Rebellion R-One                | D     | 200    |
| NC   | LMP1                   | 13  | Rebellion Racing               | Dominik Kraihamer Alexandre Imperatori Mathéo Tuscher   | AER P60 2.4 L Turbo V6         | D     | 200    |
| DNF  | LMP2                   | 44  | Manor                          | Tor Graves Matthew Rao Roberto Merhi                    | Oreca 05                       | D     | 283    |
| DNF  | LMP2                   | 44  | Manor                          | Tor Graves Matthew Rao Roberto Merhi                    | Nissan VK45DE 4.5 L V8         | D     | 283    |
| DNF  | LMP2                   | 46  | Thiriet by TDS Racing          | Pierre Thiriet Mathias Beche Ryo Hirakawa               | Oreca 05                       | D     | 241    |
| DNF  | LMP2                   | 46  | Thiriet by TDS Racing          | Pierre Thiriet Mathias Beche Ryo Hirakawa               | Nissan VK45DE 4.5 L V8         | D     | 241    |
| DNF  | LMP2                   | 35  | Baxi DC Racing Alpine          | David Cheng Ho-Pin Tung Nelson Panciatici               | Alpine A460                    | D     | 234    |
| DNF  | LMP2                   | 35  | Baxi DC Racing Alpine          | David Cheng Ho-Pin Tung Nelson Panciatici               | Nissan VK45DE 4.5 L V8         | D     | 234    |
| DNF  | LMGTE Pro              | 64  | Corvette Racing - GM           | Oliver Gavin Tommy Milner Jordan Taylor                 | Chevrolet Corvette C7.R        | M     | 219    |
| DNF  | LMGTE Pro              | 64  | Corvette Racing - GM           | Oliver Gavin Tommy Milner Jordan Taylor                 | Chevrolet LT5.5 5.5 L V8       | M     | 219    |
| DNF  | LMP1                   | 4   | ByKolles Racing Team           | Simon Trummer Pierre Kaffer Oliver Webb                 | CLM P1/01                      | D     | 206    |
| DNF  | LMP1                   | 4   | ByKolles Racing Team           | Simon Trummer Pierre Kaffer Oliver Webb                 | AER P60 2.4 L Turbo V6         | D     | 206    |
| DNF  | LMGTE Pro              | 51  | AF Corse                       | Gianmaria Bruni Alessandro Pier Guidi James Calado      | Ferrari 488 GTE                | M     | 179    |
| DNF  | LMGTE Pro              | 51  | AF Corse                       | Gianmaria Bruni Alessandro Pier Guidi James Calado      | Ferrari F154CB 3.9 L Turbo V8  | M     | 179    |
| DNF  | LMGTE Pro              | 71  | AF Corse                       | Davide Rigon Andrea Bertolini Sam Bird                  | Ferrari 488 GTE                | M     | 143    |
| DNF  | LMGTE Pro              | 71  | AF Corse                       | Davide Rigon Andrea Bertolini Sam Bird                  | Ferrari F154CB 3.9 L Turbo V8  | M     | 143    |
| DNF  | LMGTE Pro              | 92  | Porsche Motorsport             | Frédéric Makowiecki Jörg Bergmeister Earl Bamber        | Porsche 911 RSR                | M     | 140    |
| DNF  | LMGTE Pro              | 92  | Porsche Motorsport             | Frédéric Makowiecki Jörg Bergmeister Earl Bamber        | Porsche 4.0 L Flat-6           | M     | 140    |
| DNF  | LMGTE Pro              | 91  | Porsche Motorsport             | Patrick Pilet Kévin Estre Nick Tandy                    | Porsche 911 RSR                | M     | 135    |
| DNF  | LMGTE Pro              | 91  | Porsche Motorsport             | Patrick Pilet Kévin Estre Nick Tandy                    | Porsche 4.0 L Flat-6           | M     | 135    |
| DNF  | LMP2                   | 47  | KCMG                           | Tsugio Matsuda Richard Bradley Matthew Howson           | Oreca 05                       | D     | 116    |
| DNF  | LMP2                   | 47  | KCMG                           | Tsugio Matsuda Richard Bradley Matthew Howson           | Nissan VK45DE 4.5 L V8         | D     | 116    |
| DNF  | LMGTE Am               | 89  | Proton Competition             | Leh Keen Marc Miller                                    | Porsche 911 RSR                | M     | 50     |
| DNF  | LMGTE Am               | 89  | Proton Competition             | Leh Keen Marc Miller                                    | Porsche 4.0 L Flat-6           | M     | 50     |